# Puffinus boydi

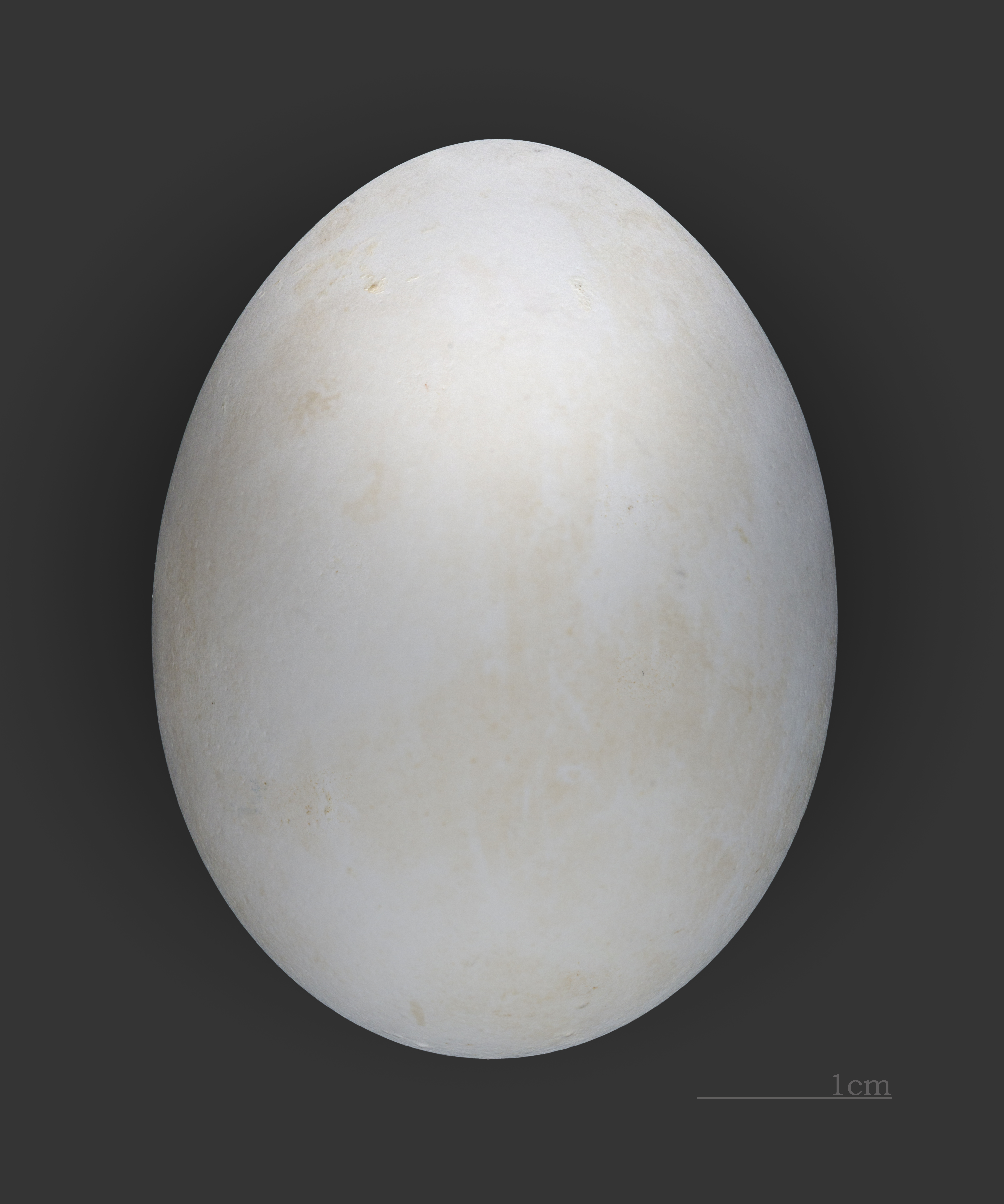
El huevo.

La pardela chica de Cabo Verde (Puffinus boydi) es una especie de ave procellariforme de la familia Procellariidae que habita en el océano Atlántico. Su nombre científico hace honor al ornitólogo Arnold Boyd.

## Taxonomía
Fue descrito científicamente por Gregory Mathews en 1912. Ha sido considerada subespecie de la pardela chica, la pardela de Barolo y la pardela de Audubon. También hay indicios que podría ser sinónimo de la especie extinta de Bermudas, Puffinus parvus.

## Distribución
Cría en el archipiélago de Cabo Verde a unos 570 km de la costa occidental del continente africano.  